# Martin Boyken
Martin Boyken (* 1. Februar 1908 in Hamburg; † 12. September 1983 in Hildesheim) war zweimal Oberbürgermeister von Hildesheim, Präsident der Landessynode der Evangelisch-lutherischen Landeskirche Hannovers sowie Direktor des Andreanums.

## Leben
Boyken wuchs als Sohn eines Gewerbeschuldirektors in Hamburg auf. Er studierte in Hamburg und Marburg evangelische Theologie, Geschichte, Germanistik und Philosophie. Nach seinem Staatsexamen im Schuldienst tätig, wurde er 1936 als Mitglied der Bekennenden Kirche entlassen. Von 1936 bis 1944 diente er bei der Marineartillerie und von 1944 bis 1947 war er Kriegsgefangener in Nordafrika.
Zwischen 1947 und 1955 war er Studienrat am Athenaeum in Stade, danach Oberstudiendirektor am Gymnasium Andreanum in Hildesheim. Ab 1959 war er für die CDU Hildesheimer Stadtrat, zwischen 1964 und 1968 Bürgermeister und von 1960 bis 1964 sowie von 1968 bis 1972 Oberbürgermeister der Stadt. Von 1959 bis 1974 amtierte er als Präsident der Landessynode der Evangelisch-lutherischen Landeskirche Hannovers und 1973 wurde er Präsident der 5. Generalsynode der vereinigten evangelisch-lutherischen Kirche Deutschlands.
Seit den 1930er Jahren veröffentlichte er eine Reihe von romantisch und religiös gefärbten Gedichtbänden. Daneben veröffentlichte er kunstgeschichtliche Studien. Aufgrund seiner beruflichen und politischen Belastung stellte er seine schriftstellerische Tätigkeit schließlich ein.
Boyken erhielt den Ehrenring der Stadt Hildesheim und das Bundesverdienstkreuz 1. Klasse. Am 10. Oktober 1974 wurde ihm das Ehrenbürgerrecht verliehen. Im Stadtteil Itzum ist der Martin-Boyken-Ring nach ihm benannt.

## Werke
- Torso des Jahres. Hamburg 1936
- Wappen der Städte. Hamburg 1938
- Die Windrose. Stade 1950
- Die Gemälde im Regierungsgebäude zu Stade. Stade 1950
- Der Kranz. Stade 1951
- Fliesen und gekachelte Räume des 17. und 18. Jahrhunderts. Darmstadt 1955
- Wie PeterMenken den Stader Schlüssel stahl. Ein Fastnachtsmärchen. Stade 1957
- Die Spruchfliesen von Wrisbergholzen. Hildesheim 1966
- "Wie Peter Menken den Stader Schlüssel stahl. Märchen und Sagen I", Stade 2012, Schaumburg, 79 S., (978-3-87697-101-8)
- "Die Sage vom Wilhaditurm. Märchen und Sagen II", Stade 2013, Schaumburg, 87 S., (978-3-87697-102-5)